# دینو مورئا
دینو مورئا (انگلیسی: Dino Morea؛ زادهٔ ۹ دسامبر ۱۹۷۵) یک هنرپیشه اهل هند است.
از فیلم‌ها یا برنامه‌های تلویزیونی که وی در آن نقش داشته است می‌توان به سال نو مبارک اشاره کرد.

## فیلم‌شناسی
فهرست برخی از فیلم‌هایی که دینو مورئا در آن‌ها به ایفای نقش پرداخته است:
- سال نو مبارک
- قهرمانان
- من و خانم خانا
- خون
- راز
- عشق غیرممکن!
- به خاطر شما
- اکثر
- تنها
- شاهین: یک پرنده در خطر است
- گناه
- چهره
- کارخانه اسید
- باشگاه مبارزه-فقط اعضا
- آنامیکا
- هر لحظه
- قرض
- گمشده
- گاهی در زندگی
- طرح